# Giovanni I d'Armagnac
Giovanni I d'Armagnac detto il Buono; in francese: Jean Ier d'Armagnac (1306 – Beaumont-de-Lomagne, 16 maggio 1373) fu conte di Rodez, dal 1313 e conte d'Armagnac e di Fezensac, dal 1319 fino alla sua morte; oltre alle contee d'Armagnac di Fezensac e di Rodez, controllò anche le terre di Quercy, Rouergue e Gévaudan, è a lui che si deve l'espansione del contado di famiglia iniziata nel XIV secolo.

## Origine
Giovanni era il figlio primogenito del conte d'Armagnac e di Fezensac, Bernardo VI e della Contessa di Rodez, Cecilia.

## Biografia

Blasone dei conti d'Armagnac e di Rodez.

Nel 1301 suo nonno, Enrico II di Rodez, aveva fatto testamento ed aveva disposto che la figlia Cecilia sarebbe stata erede della contea di Rodez, mentre alle altre figlie lasciava i feudi minori, per cui Cecilia alla morte del padre, divenne contessa di Rodez.
Cecilia fece testamento dopo la Pentecoste del 1312, lasciando erede della contea di Rodez il suo unico figlio maschio, Giovanni, con la clausola che le contee d'Armagnac e di Rodez sarebbero state riunite in un'unica contea.
Cecilia morì nel 1313, e la contea di Rodez passò a Giovanni, ancora minorenne, per cui suo padre Bernardo VI ne divenne reggente.
Bernardo VI morì nel 1319 e fu sepolto nella cattedrale di Auch.
Giovanni, di circa tredici anni, già conte di Rodez, succedette a Bernardo VI nelle contee d'Armagnac e Fezensac sotto la reggenza dello zio paterno Ruggero, vescovo di Lavaur e poi arcivescovo di Auch.
Dopo aver preso pienamente possesso dei suoi domini, Giovanni portò avanti il conflitto per la Viscontea di Béarn con il conte di Foix Gastone II, e solo nel 1329 la guerra si concluse con la sentenza arbitrale del re Filippo III di Navarra.
Nello stesso periodo, assieme allo zio Ruggero, per il titolo ed il possesso della contea di Rodez dovette sostenere un processo contro la zia materna, Isabella di Rodez (sorellastra di sua madre Cecilia e primogenita di Enrico II di Rodez, era viscontessa di Carlat e aveva sposato il trovatore Goffredo V signore di Pons, che li vide vincitori.
Giovanni fu al fianco dei re di Francia della dinastia Valois, tanto che sia Filippo VI che Giovanni II, nelle loro lettere lo citavano come cugino molto caro e fedele (très cher et fèal cousin), e mantenne buoni rapporti anche con Carlo V.
Nel 1325, Giovanni, alla morte della prima moglie, Regina di Goth, ereditò le viscontee di Lomagne e d'Auvillars, che gli procurarono alcuni problemi con Bernardo di Durfort, figlio della zia della moglie, anche lei di nome Regina, che, secondo il testamento del suocero, in mancanza di figli di Regina e Giovanni, sarebbe dovuto divenire erede.
Nel 1328 Giovanni prese parte alla battaglia di Cassel.
Dopo il 1330, lasciando la reggenza dei feudi allo zio Ruggero, Giovanni intraprese una campagna in Italia nell'ambito delle guerre fra guelfi e ghibellini partecipando nel 1333 all'assedio di Ferrara con Giovanni di Lussemburgo. A seguito di una sortita Giovanni fu fatto prigioniero e dotte pagare un riscatto di ventimila fiorini d'oro, per essere liberato l'anno successivo.
Nel 1337 con lo scoppio della guerra dei cent'anni Giovanni fornì un esercito di 6.000 uomini per la campagna  di Guascogna condotta dal connestabile di Francia Raoul I di Brienne; nel luglio del 1338 Giovanni presenziò a un'assemblea generale che si tenne a La Réole, e in quell'occasione, il 5 luglio, il re Filippo VI lo nominò luogotenente per la Guascogna e la Linguadoca.
Si ripresero le offensive nel sud della Francia con l'assedio di Penne-d'Agenais condotto nel mese di novembre da Febo e Giovanni I di Boemia, lo stesso Giovanni fornì un migliaio di uomini per questa campagna che si concluse con la resa della città, ma non del castello.
In questi primi anni di guerra Gastone II di Foix-Béarn aveva condotto diverse campagne personali che gli avevano permesso di espandere i propri territori nella valle dell'Adour e nel Landes, cosa che lo portò allo scontro con l'Armagnac. Quando Giovanni rientrò dal nord nel 1339 attaccò il villaggio di Miramont-Sensacq reclamandolo per sé anche se era, formalmente, nelle terre dei Foix. Questo portò all'inizio di una guerra privata che, nello specifico, portò il villaggio sotto la custodia del re.
Questa lite portò Giovanni a riconsiderare la propria alleanza con il re di Francia, quando nel maggio 1340 egli si mosse per riunirsi alle truppe di Filippo VI di Francia lasciò al cognato Bernard Ezi IV dei documenti che spiegavano i termini entro i quali era disposto a rendere omaggio al re d'Inghilterra. Quale ricompensa per i territori che si aspettava di ottenere a seguito del proprio cambio di alleanza ve n'erano diversi allora in mano alla corona francese fra cui Montréal, Mézin e Condom. Di questi solo il secondo finì in mano inglese, i negoziati fra Giovanni ed Edoardo III caddero poi in fase di stallo ed egli scelse di restare con Filippo.
Intanto nel nord le cose andavano a favore degli inglesi come testimonia la vittoria navale alla battaglia di Sluis, e il passo successivo di Edoardo fu l'attacco a Saint-Omer dei fiamminghi capitanati da Roberto III d'Artois. Giovanni fu richiamato al nord per controbilanciare l'invasione di Edoardo III d'Inghilterra, e nel 1340, assieme al duca di Borgogna, Oddone IV ed al figlio, Filippo di Borgogna, sconfissero le truppe fiamminghe comandate da Roberto III d'Artois (la battaglia di Saint-Omer è descritta nella Histoire des ducs de Bourgogne de la race capétienne, vol. VII). Il 26 luglio iniziò con una scaramuccia non autorizzata condotta da alcuni cavalieri francesi oltre le linee nemiche, ma doveva diventare una delle battaglie più grandi del periodo. Nella Battaglia di Saint Omer Oddone con il proprio seguito di 300 uomini della cavalleria pesante ruppe le linee fiamminghe causando loro notevoli perdite, Roberto vedendo d'aver perso il grosso delle proprie forze fu costretto alla ritirata.
Intanto Edoardo aveva messo sotto assedio la città di Tournai e in settembre Filippo si preparò a fronteggiarlo, la questione si chiuse diplomaticamente: Giovanni, in quello stesso mese di settembre fu assieme a Giovanni di Lussemburgo e Luigi II di Savoia-Vaud, plenipotenziario che riuscì a concludere una tregua di un anno tra inglesi e francesi. La tregua resse, con qualche eccezione nel 1342, fino al 1345.
Nell'agosto 1345 Giovanni era stato nominato, per la seconda volta luogotenente per la Guascogna e la Linguadoca, mise sotto assedio la fortezza di Monchamp quando arrivò Enrico Plantageneto, questi aprì la propria campagna prendendo la guarnigione di guardia alla città di Bergerac. Un atto che provocò non poca sorpresa giacché non era attesa nessuna grossa armata al sud, Giovanni contribuì a mantenere le posizioni dei francesi mettendo insieme gli uomini rimasti e ritirandosi nella città di Périgueux. Grosmont si mosse quindi in quella direzione, ma non avendo uomini sufficienti in ottobre fu costretto a ritirarsi con l'arrivo delle forze comandate da Louis di Poitiers.
Poi Giovanni fu al seguito dell'erede al trono di Francia, Giovanni, al seguito del quale prese parte, nel settembre del 1346 alla Battaglia di Crécy, disastrosa sconfitta francese e con l'inizio dell'assedio di Calais e sua caduta l'anno dopo, Giovanni, luogotenente reale per il sud-oves della Francia, fu lasciato con pochi uomini e risorse. Per questo motivo non riuscì a impedire che Grosmont consolidasse le posizioni inglesi nel sud o che lanciasse attacchi contro il Poitou.
Nel 1349, Giovanni si recò nel regno di Napoli, per combattere a fianco della regina Giovanna e del suo secondo marito Luigi di Taranto le truppe ungheresi di Luigi I d'Ungheria, fratello di Andrea d'Angiò, primo marito di Giovanna; anche in questa occasione Giovanni fu fatto prigioniero, ma la sua prigionia fu di breve durata.
Nel 1351 e nel 1353 dovette contrastare le incursioni inglesi nel Rouergue; in quel periodo anche suo figlio, Giovanni, prese parte ai combattimenti contro gli inglesi.
In quello stesso anno, Giovanni, per la terza volta, fu nominato luogotenente per la Guascogna e la Linguadoca; fece del suo meglio, ma dopo la sconfitta dei francesi alla battaglia di Poitiers e la cattura del re Giovanni II, da parte degli inglesi, le cose peggiorarono.
Verso il 1360 era ripresa la guerra per la Viscontea di Béarn, contro il conte di Foix, Gastone III Febo, che, nel 1362, riuscì a sconfiggere e fare prigioniero, a Launac, Giovanni I d'Armagnac; il riscatto pagato per la liberazione di Giovanni I e di circa 900 cavalieri, nel 1365, fu ingente.

1365 : la Francia dopo il Trattato di Brétigny:
- in rosso i territori controllati da Edoardo III d'Inghilterra, prima del trattato
- in rosa i territori ceduti dalla Francia all'Inghilterra, a seguito del trattato
- in bianco il ducato di Bretagna alleato dell'Inghilterra

Dopo che a Calais, era stato ratificato il Trattato di Brétigny tra inglesi e francesi, il Rouergue e l'Armagnac erano passati sotto il dominio inglese ed erano governati dal principe di Galles, Edoardo il Principe Nero, che risiedeva a Bordeaux, e che, dopo aver concluso la campagna di Castiglia con la vittoriosa Battaglia di Nájera, aveva inasprito le tasse a diverse contee, tra cui quelle di Giovanni I, che protestò vigorosamente, ma non fu ascoltato; allora, Giovanni si riavvicinò al re di Francia Carlo V, e in diversi distretti che erano passati agli inglesi si ebbero dimostrazioni di simpatia verso la Francia; seguendo l'esempio di Rodez e Cahors, ben presto circa 800 tra città e castelli si ribellarono all'autorità inglese e si schierarono a favore della sovranità francese, mentre il principe di Galles, ammalato, dovette rientrare in Inghilterra.
Ben presto tutti i territori occupati dagli inglesi tornarono sotto l'autorità del re di Francia.
Giovanni non sopravvisse molto a questo successo; infatti morì a Beaumont-de-Lomagne nel 1373 e gli succedette il figlio primogenito, Giovanni.

## Matrimoni e discendenza
Giovanni in prime nozze, prima del 10 maggio 1324, aveva sposato l'erede delle viscontee di Lomagne e d'Auvillar, Regina di Goth (1307/1309 - Lavardens agosto 1325), unica figlia di Bertrando di Goth Visconte di Lomagne e d'Auvillars e della moglie Beatrice di Lautrec, Viscontessa di Lautrec.
Bertrando di Goth era il nipote di Bertrando di Goth, papa Clemente V.
Il contratto di matrimonio di Giovanni e Regina era stato concordato il 6 giugno 1311. Bertrando di Goth il 19 maggio 1324, fece testamento, in cui dichiarava sua erede la sua unica figlia, Regina, contessa d'Armagnac. Poco dopo il matrimonio, alla morte del padre, sempre nel 1324, Regina divenne Viscontessa di Lomagne e d'Auvillar. L'11 agosto 1325 in prossimità della morte, Regina fece testamento indicando come erede delle viscontee e di altri territori sparsi nel sud della Francia il proprio marito, Giovanni I d'Armagnac. Regina morì a Lavardens, in quello stesso mese d'agosto.
Dopo essere rimasto vedovo, nel maggio 1327, Giovanni sposò la contessa di Charolais Beatrice di Clermont (gennaio 1311 - Rodez 25 agosto 1364), principessa di sangue reale, figlia primogenita del conte di Charolais e signore di Saint-Just, Giovanni). Il matrimonio fu celebrato al castello di Pont-Sainte-Maxence, alla presenza del re di Francia Carlo IV il Bello. Beatrice morì nel 1364, dopo aver fatto testamento nel 1361, in cui designava come erede il figlio primogenito, Giovanni. Beatrice fu inumata nella chiesa dei cappuccini di Rodez.
Giovanni da Beatrice ebbe quattro figli:
- Giovanni (1333-1384), Conte di Rodez e conte d'Armagnac e di Fezensac[5][6]
- Bernardo (1336 - luglio 1357/1359), morì senza lasciare eredi[5]; secondo Père Anselme morì dopo il 1371, senza lasciare eredi[21]
- Giovanna (1346-1387), che, il 17 ottobre 1360 a Carcassonne sposò Giovanni di Francia (1340 † 1416), duca di Berry[5][22]
- Marta (dopo il 18 febbraio 1347 - Saragozza 23 ottobre 1378), che il 6 marzo 1373 a Barcellona sposò il futuro re d'Aragona, di Valencia, di Sardegna e di Maiorca, re titolare di Corsica, Conte di Barcellona e delle contee catalane Giovanni I (1350-1396)[5][22].

## Ascendenza
|                        |                 |                           | Genitori                  |  |  | Nonni |  |  | Bisnonni |  |  | Trisnonni |  |
|                        |                 |                           |                           |  |  |       |  |  | …        |  |  | …         |  |
|                        |                 |                           |                           |  |  |       |  |  | …        |  |  | …         |  |
|                        |                 | …                         |                           |  |  |       |  |  | …        |  |  |           |  |
| Gerardo VI d'Armagnac  |                 |                           |                           |  |  |       |  |  | …        |  |  |           |  |
|                        |                 | Pincelle/Pucelle d'Albret | Amanieu IV d'Albret       |  |  |       |  |  |          |  |  |           |  |
|                        |                 | Pincelle/Pucelle d'Albret | Amanieu IV d'Albret       |  |  |       |  |  |          |  |  |           |  |
|                        |                 | Pincelle/Pucelle d'Albret | Adelmodis d'Angoulême     |  |  |       |  |  |          |  |  |           |  |
| Bernardo VI d'Armagnac |                 | Pincelle/Pucelle d'Albret |                           |  |  |       |  |  |          |  |  |           |  |
|                        |                 | Gastone VII di Béarn      | Guglielmo II di Béarn     |  |  |       |  |  |          |  |  |           |  |
|                        |                 | Gastone VII di Béarn      | Guglielmo II di Béarn     |  |  |       |  |  |          |  |  |           |  |
|                        |                 | Gastone VII di Béarn      | Garsenda di Provenza      |  |  |       |  |  |          |  |  |           |  |
| Mathe di Béarn         |                 | Gastone VII di Béarn      |                           |  |  |       |  |  |          |  |  |           |  |
|                        |                 | Mathe di Matha            | Bosone di Matha           |  |  |       |  |  |          |  |  |           |  |
|                        |                 | Mathe di Matha            | Bosone di Matha           |  |  |       |  |  |          |  |  |           |  |
|                        |                 | Mathe di Matha            | Petronilla di Bigorre     |  |  |       |  |  |          |  |  |           |  |
| Giovanni I d'Armagnac  |                 | Mathe di Matha            |                           |  |  |       |  |  |          |  |  |           |  |
|                        | Ugo IV di Rodez | Enrico I di Rodez         |                           |  |  |       |  |  |          |  |  |           |  |
|                        | Ugo IV di Rodez | Enrico I di Rodez         |                           |  |  |       |  |  |          |  |  |           |  |
|                        | Ugo IV di Rodez | Alcayette d'Escoraille    |                           |  |  |       |  |  |          |  |  |           |  |
| Enrico II di Rodez     | Ugo IV di Rodez |                           |                           |  |  |       |  |  |          |  |  |           |  |
|                        |                 | Isabelle de Roquefeuil    | Raimondo II di Roquefeuil |  |  |       |  |  |          |  |  |           |  |
|                        |                 | Isabelle de Roquefeuil    | Raimondo II di Roquefeuil |  |  |       |  |  |          |  |  |           |  |
|                        |                 | Isabelle de Roquefeuil    | Delfina di Turenna        |  |  |       |  |  |          |  |  |           |  |
| Cecilia di Rodez       |                 | Isabelle de Roquefeuil    |                           |  |  |       |  |  |          |  |  |           |  |
|                        |                 | Bernardo VI di Comminges  | …                         |  |  |       |  |  |          |  |  |           |  |
|                        |                 | Bernardo VI di Comminges  | …                         |  |  |       |  |  |          |  |  |           |  |
|                        |                 | Bernardo VI di Comminges  | …                         |  |  |       |  |  |          |  |  |           |  |
| Mascarose di Comminges |                 | Bernardo VI di Comminges  |                           |  |  |       |  |  |          |  |  |           |  |
|                        |                 | Teresa                    | …                         |  |  |       |  |  |          |  |  |           |  |
|                        |                 | Teresa                    | …                         |  |  |       |  |  |          |  |  |           |  |
|                        |                 | Teresa                    | …                         |  |  |       |  |  |          |  |  |           |  |
|                        |                 | Teresa                    |                           |  |  |       |  |  |          |  |  |           |  |